# Phrynopus horstpauli
Espèce
Statut de conservation UICN

 EN  : En danger
Phrynopus horstpauli est une espèce d'amphibiens de la famille des Craugastoridae. 

## Répartition
Cette espèce est endémique de la province d'Ambo dans la région de Huánuco au Pérou. Elle se rencontre entre 3 030 et 3 430 m d'altitude.

## Étymologie
Cette espèce est nommée en l'honneur de Horst Paul.

## Publication originale
- Lehr, Köhler & Ponce, 2000 : A new species of Phrynopus from Peru (Amphibia, Anura, Leptodactylidae). Senckenbergiana Biologica, vol. 80, p. 205-212.